# التأويلات الدينية لنظرية الانفجار العظيم

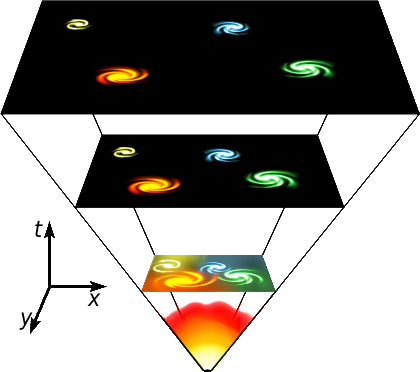
يظهر شرائح من توسع الكون بدون تفرد أولي

منذ أصبحت نظرية الانفجار العظيم هي الأكثر قبولاً في علم الكون الفيزيائي لتفسير نشأة الكون، تفاعلت العديد من المجموعات الدينية مع الحدث فالبعض سعى إلى قبوله أو بربطه ببعض النصوص الدينية، والبعض الآخر إما رفضه رفضًا تامًا أو تجاهل النظرية بالكلية.

## خلفية
نظرية الانفجار العظيم هي نظرية علمية يتوقف قبولها أو رفضها على الأرصاد. ولكن بوصفها النظرية التي تتناول أصل الوجود، فقد كانت لها معانٍ وآثار دينية فيما يتعلق بمفهوم «الخلق من العدم»، حيث رأى الكثير من علماء الدين والفيزيائيين في تلك النظرية دلالة على الألوهية، ورأوها كحُجّة فلسفية على وجود الله.
وحتى بداية أربعينيات القرن العشرين، كان أبرز علماء الكون يفضلون نظرية الحالة الثابتة السرمدية، وعارض عدد منهم فكرة بداية الزمن بالانفجار العظيم متحججين بأن فكرة هذه النظرية تُقحم المفاهيم الدينية في الفيزياء، رافضين ضمنيًا فكرة أن للكون بداية.

## الهندوسية
في العديد من كتب بوراناس الهندوسية، هناك فكرة شائعة أن الزمن مُطلق بلا بداية ولا نهائي، وهو ما يُخالف نظرية الانفجار العظيم. ومع ذلك، تستدل الموسوعة الهندوسية بنص في كتاب كاثا أبانيشاد 2:20، للإشارة إلى أن الانفجار العظيم يُذكّر البشرية بأن كل شيء جاء من البراهمان التي هي «أكثر اتقانًا من الذرة، وأعظم من كل عظيم». وأن الكون نشأ عن عدة انفجارات عظمى وانسحاقات عظمى تلت بعضها البعض بصفة دورية. كما ذكر كتاب ناسادينا سوكتا وترنيمة الخلق في كتاب ريجفدا 10:129، أن العالم بدأ من نقطة أو بندو من خلال قوة الحرارة.
 مما جعل البعض يعدون ذلك متعلقًا بنظرية الانفجار العظيم. وقد علّق عدد من العلماء المعاصرين البارزين على كون الهندوسية الدين الوحيد (أو الحضارة الوحيدة) في كل التاريخ المُدون، الذي لديه جداول زمنية ونظريات في علم الفلك، التي يبدو أنها تطابقت مع تكهنات العلم الحديث، ومنهم كارل ساغان ونيلس بور وإرفين شرودنغر وفيرنر هايزنبيرغ وروبرت أوبنهايمر ونيكولا تسلا ويوجين ويغنر وجورج سودارشان وفريتيوف كابرا وغيرهم.

## المسيحية
رحبت أغلب الطوائف المسيحية الكبرى بنظرية الانفجار العظيم وتعتبرها لا تتعارض مع قصة الخلق المذكورة في الكتاب المقدس أو العقيدة المسيحية. يذكر أن أول من أقترح فرضية الانفجار العظيم رجل دين كاثوليكي وهو جورج لومتر.
في 22 نوفمبر 1951 م، أعلن البابا بيوس الثاني عشر في لقاء مفتوح في الأكاديمية البابوية للعلوم، أن نظرية الانفجار العظيم لا تتعارض مع مفهوم الكاثوليكية عن بداية الخلق. كما رحبت بعض الطوائف المسيحية كالإنجيلية والأرثوذكسية بالنظرية كتفسير تاريخي لقصة الخليقة، بالرغم من أن طوائف أخرى مسيحية مثل الأدفنتست والكنيسة اللوثرية في ميزوري والكنيسة الإنجيلية المشيخية الكالفينية (وهي طوائف مسيحية تعتقد ب خلقية الأرض الفتية) رفضت النظرية واعتبرتها متناقضة مع قصة الخلق المذكورة في كتاب المسيحية المقدس (تحديداً في سفر التكوين).
صرّح البابا فرنسيس في أكتوبر سنة 2014 أمام الأكاديمية البابوية للعلوم أنّ النظريات العلمية لنشوء الكون، وبينها نظرية الإنفجار الكبير الذي يعتقد أنه أوجد الكون قبل 13.7 مليار عام، لا تتعارض مع تعاليم الكنيسة الكاثوليكية حيث صرّح: «نظرية الإنفجار الكبير، التي تُعتبر اليوم أصل نشأة العالم، لا يتناقض مع دور الخالق، بل هو في حاجة إليه».

## الإسلام
يؤمن بعض المسلمون بأن الانفجار العظيم ورد ذكره في الآية رقم 30 من سورة الأنبياء في القرآن في قوله تعالى: ﴿أَوَلَمْ يَرَ الَّذِينَ كَفَرُوا أَنَّ السَّمَاوَاتِ وَالْأَرْضَ كَانَتَا رَتْقًا فَفَتَقْنَاهُمَا وَجَعَلْنَا مِنَ الْمَاءِ كُلَّ شَيْءٍ حَيٍّ أَفَلَا يُؤْمِنُونَ ۝٣٠﴾ [الأنبياء:30] وأن تمدد الكون ذُكر في الآية 47 من سورة الذاريات في قوله تعالى: ﴿وَالسَّمَاءَ بَنَيْنَاهَا بِأَيْدٍ وَإِنَّا لَمُوسِعُونَ ۝٤٧﴾ [الذاريات:47]

## البهائية
يرى بهاء الله مؤسس البهائية بأن الكون «بلا بداية ولا نهاية». وفي لوح الحكمة كتب بهاء الله: «إن ما هو موجود اليوم كان موجودًا في السابق، ولكن ليس في الشكل الذي تراه اليوم. وأن العالم الموجود خرج إلى حيز الوجود من خلال الحرارة الناتجة عن التصادم بين القوى الفاعلة ومن يتلقّاها. هذان متشابهان، ومع ذلك فإنهما مختلفان.» يرى دال ليهمان وخوليو سافي بتلك العبارات إشارات إلى نظرية الانفجار العظيم.